# プレスル式接眼鏡

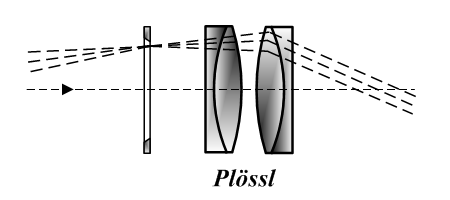
構成図

プレスル式接眼鏡（プレスルしきせつがんきょう）は接眼レンズの一形式である。オーストリア、ウィーンのジーモン・プレスル（Simon Plößl ）が色消しルーペとして開発したのがはじめである。

## 構成
同型の色消しレンズを対称に配置した2群4枚。各面のrや硝材にいろいろなバリエーションがある。

## 特徴
歪曲収差が少ないためアッベ式接眼鏡と並んで「歪曲のない整った像」という意味の「オルソスコピック（略号OまたはOrまたはOR）」として販売されることが多い。

## 望遠鏡用製品
ニコン製オルソスコピックは真ん中に1枚凸レンズを挿入し3群5枚とした5 mmを除き変形プレスル構成を採った。O - 7 mmで5.7 mm、すなわち約0.82 fの瞳距離を持ち、星像も良好である。透過率もその高さで定評のあるペンタックス製アッベ式接眼鏡と差がない。
テレビュー製プレスルはアル・ナグラーが設計し1984年にU.S.P. 4482217を取得した。前からSF19、SSKN5、SSKN5、SF19とかなり特殊な硝材を使っている。原型では両外側は平面だがこの設計では凹面になっており、これにより視野周辺のコマ収差が非常に減少した。見かけ視界は⌀約50度、しかも瞳距離は0.743 fとかなり長い。日本にはカートン光学が輸入した。40 mmは見かけ視界43度、瞳距離は26 mmであり、ゴーストもなく視野がクリアーで第一級の良像を示す。